# Kevrenn Alré
La Kevrenn Alré (« la section d’Auray » en breton) est un groupe de musique et de danse d'inspiration traditionnelle bretonne, créé en 1951, par des cheminots de la gare de triage d'Auray. Il est huit fois champion national des bagadoù et onze fois champion national de danse bretonne.
La formation est depuis ses débuts en relation avec les pays celtiques, dans sa musique comme dans ses voyages. Elle a aussi prouvé les possibilités d'exportation à l'étranger, en se faisant ambassadeur d'une musique et d'une culture, en Europe et dans le monde, avec des voyages dans des pays comme la Yougoslavie en 1962, les États-Unis en 1989 et 2007 (invitée par le groupe irlandais The Chieftains sur la scène du Carnegie Hall), la Chine en 2008, le Pays de Galles en 2010, les Asturies en 2005 et 2010, et plus récemment sur l'Ile de la Réunion, en 2013.

## Historique

### Naissance d'un des premiersbagadoù

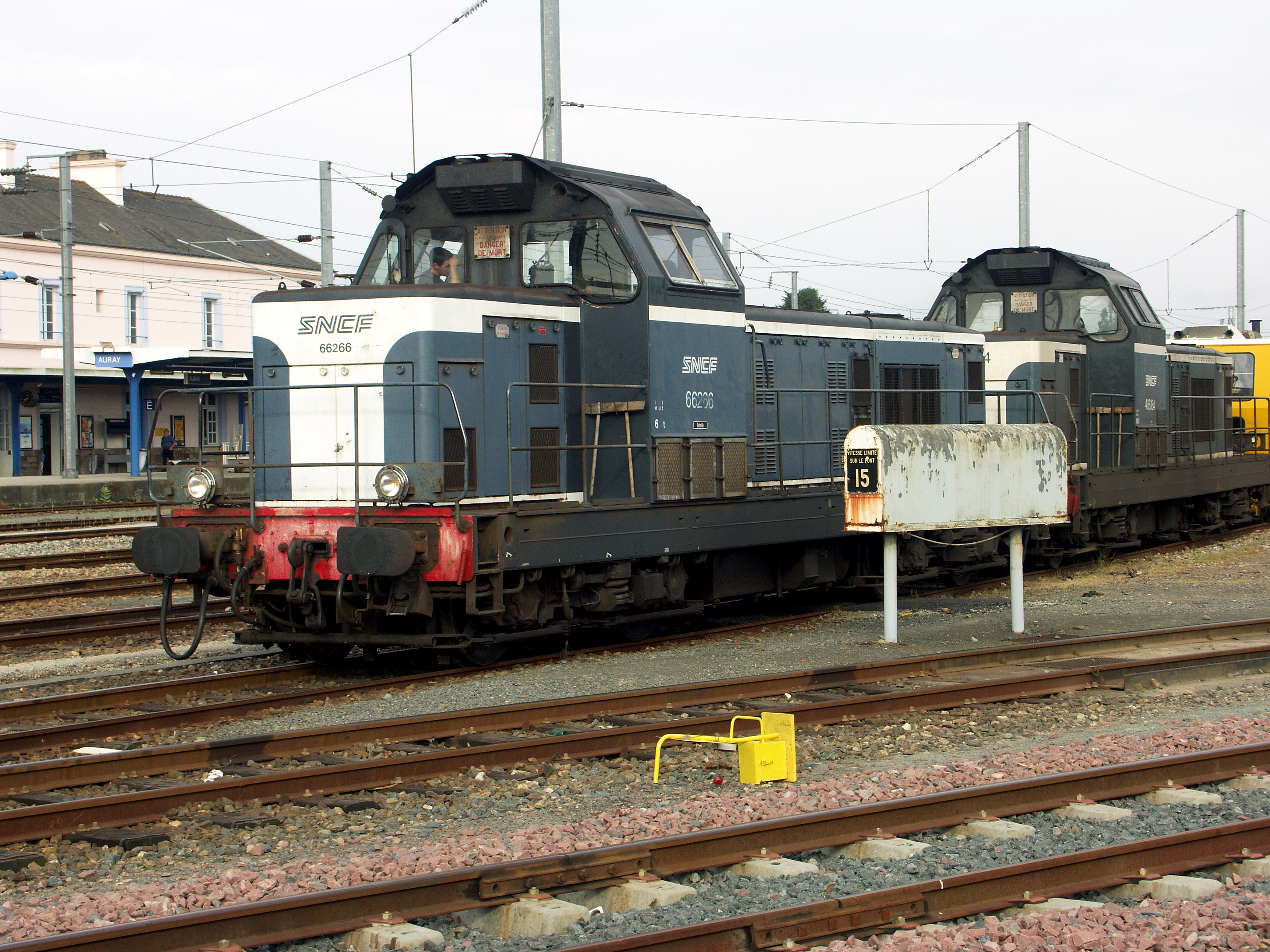
Locomotive en gare d'Auray, d'où le bagad est issu.

À Auray, cinq ans après la guerre, le temps est à la reconstruction et à une France uniformisée (langue unique) et indivisible (sans revendications identitaires) dans un monde en évolution (échanges facilités par la technologie). La Bretagne se réapprend sur des pas de danse et crée de nombreux cercles celtiques, comme celui d'Auray, le « Jileteu Du » (les gilets noirs), en 1949. Quelques couples de sonneurs se sont reformés pour accompagner les danseurs. C'est au sein de cette formation très fermée que se créera le noyau de la future Kevrenn Alré.
Un couple de cheminots, Jean Péron et son épouse Marcelle arrivent à y entrer, Jean étant le fils d'un conseiller municipal. En 1949, il rencontre à son travail dans les ateliers de la gare d'Auray Pierre Guillet, muté de Rennes, qui entre à son tour dans le cercle. Mais la musique ne se joue qu'en couple, comme celui que forme le fondateur Yves Pellaud avec Pierre Kerino. L'idée de former à Auray un groupe naît lorsque Jean Péron et Pierre Guillet découvrent pour la première fois un bagad, celui des cheminots de Carhaix, un jour de fête en 1950. Avec Pierre Guillet, il échafaude les premiers plans et rédige un appel aux alréens et spécialement aux sonneurs du cercle pour les convaincre de les rejoindre et de relever le défi. Huit jours plus tard, ils se retrouvent près d'une trentaine à vouloir tenter l'aventure. Le couple Péron et les deux Pierre quittent donc le cercle pour se regrouper sous le nom de Kevrenn Alré. Pierre Kerino, seul sonneur, assure les formations et la direction musicale. Boulanger de son état, il collecte dans les campagnes les airs traditionnels auprès des derniers sonneurs (marches, cantiques, ridées, an dro, hanter dro, gavottes, veillées) qu'il retranscrit sur papier grâce à sa formation de musique classique en piano.

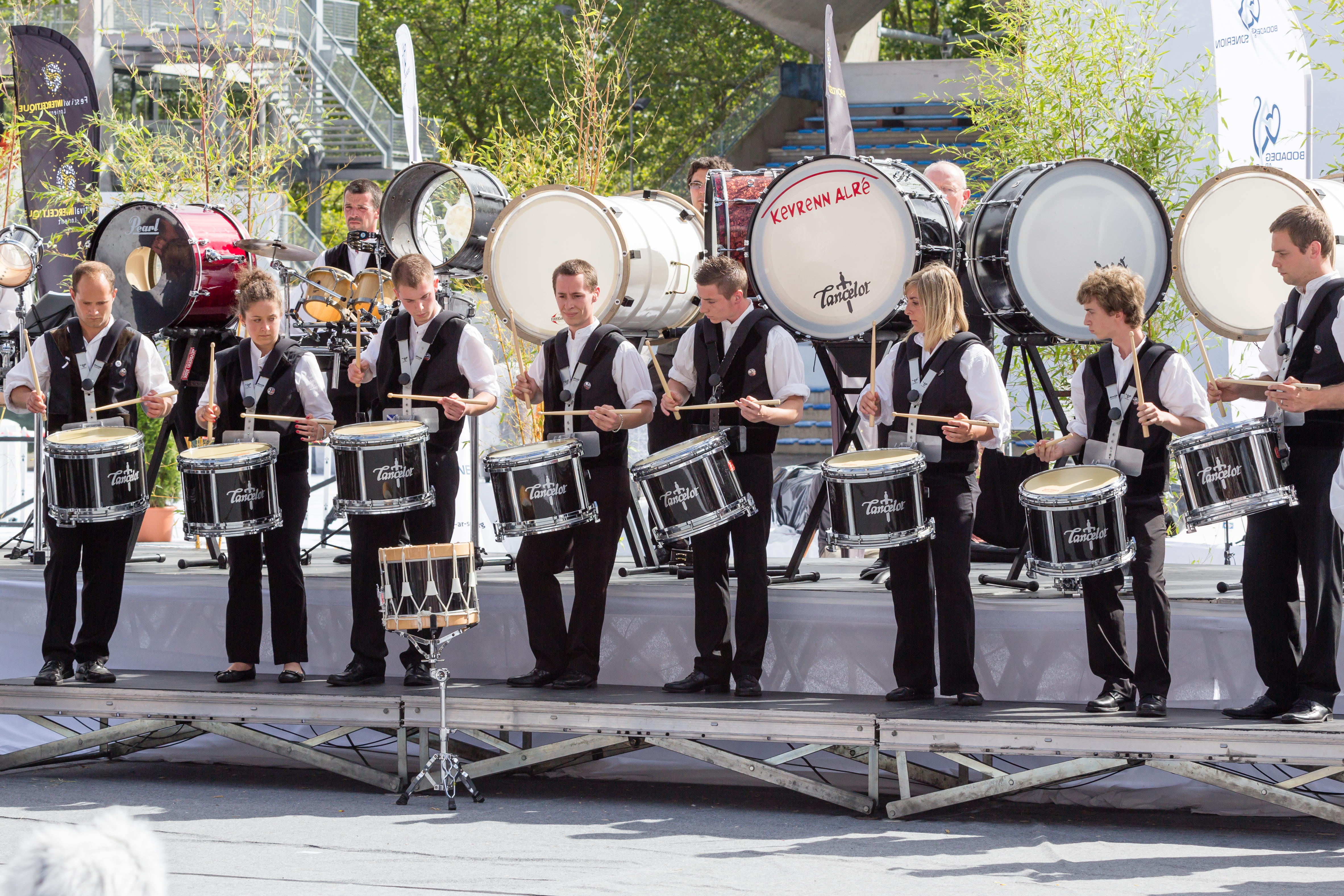
Pupitre de caisses claires écossaises au FIL 2012

Ne possédant pas de fonds, les instruments sont au départ achetés par les membres puis remboursés en jouant. Dorig Le Voyer est le « luthier exclusif » de la B.A.S.. Parmi les jeunes cheminots du bagad, il y a Francis Laudren, l'un des précurseurs de la musique de bagad parmi lesquels Polig Monjarret. En plus d'avoir eu l'idée d'adapter les pipe bands, il sait fabriquer les cornemuses écossaises (biniou braz), grand frère du biniou kozh. Ces nouveautés sont concrétisées en 1953 par la création de la Bodadeg ar Sonerion, l'assemblée des sonneurs qui fédère les groupes naissant à l'époque (Rennes, Kemper, Karaez, Bleimor, Saint-Malo et bientôt Auray).

### Mise en place de l'unité qui fera sa force
Oubliant de se déclarer à la préfecture dans la frénésie de moment, l'association loi de 1901 n'existe qu'un an plus tard, en 1951. Dans ses statuts, il précise ses objectifs (être une « école de fierté bretonne », « œuvrer pour la renaissance du folklore breton, la défense de la langue bretonne et le maintien du caractère particulier des bretons. »…). En septembre 1951, trois mois après l'appel de Jean Péron et Pierre Guillet, le groupe effectue sa première sortie lors des fêtes du quartier de la gare d'Auray. Il réussit en moins d'un an à rembourser l'avance des sonneurs et peut même acheter une vraie batterie écossaise. Cet élan immédiat est une façon d'exprimer leur fierté culturelle souvent méconnue. Ils sont attendus dans les innombrables fêtes bretonnes, puis en France et à l'étranger. Afin de parvenir à l'efficacité, les cheminots consacrent une à deux répétitions par semaine dans un esprit d'unité et de différenciation.

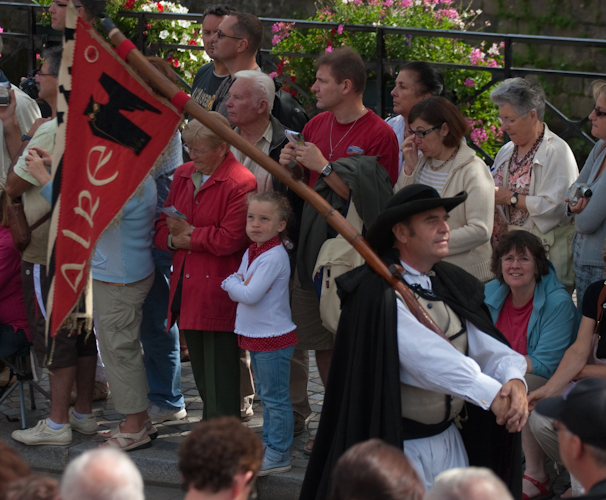
Porte-drapeau du bagad en 2009 au festival de Cornouaille

La Kevrenn Alré choisit ses couleurs, le noir pour le costume, directement inspiré de l'habit traditionnel de Locoal-Mendon, et le rouge pour les housses des poches de cornemuses (ornées de franges argentées et de l'insigne de la B.A.S.), tout cela cousu par Marcelle Péron. Concernant l'emblème, Jean découvre chez Dorig Le Voyer une ceinture de chouan et s'en inspire pour tailler dans des plaques de laiton le cœur chouan que chaque musicien portera. Pierre Guillet, lui, trouve l'autre emblème qui est la faux, plus symbolique de ce sentiment d'appartenance qui les anime. À chaque défilé, Job Gourif porte sa faux en tête tel un drapeau. Le drapeau breton sera orné du dernier emblème qu'est la chouette, une autre référence à la chouannerie, cette révolte paysanne contre le pouvoir révolutionnaire français, conduite en Basse-Bretagne par Georges Cadoudal.

### Le train est en marche
Presque tous issus du milieu corporatif des cheminots, les sonneurs sont encore jeunes, entre 25 et 35 ans. Avec une cohésion renforcée, l'ensemble devient très populaire. Le groupe, qui ne cesse de grandir, s'élargira avec les premiers enfants des sonneurs qui suivent leurs papas lors des sorties avec leurs mamans jamais très loin. Par exemple, Georges Olliveaud, cinq ans, et Jean-Yves Péron, font leurs premières sorties en 1952. Certains membres comme Claude Bouchez, l'un de la dizaine de non cheminots, ou le carnacois Jean Piedcoq, accompagnaient le cercle de Carnac. Les deux groupes se sont parfois regroupés comme pour les semaines folkloriques de Périgueux ou le centenaire de la ligne SNCF Paris-Le Mans en 1954. Avec la dispersion des danseurs, le cercle décide de se dissoudre et d'offrir sa caisse au bagad.
Les souvenirs du bagad sont marqués par ses passages aux fêtes de Cornouaille à Quimper, « chargés en émotions ». En 1953 notamment, alors que le bagad avance lentement derrière sa faux et le seul drapeau breton du défilé, le public puis les officiels de la tribune se lèvent dans un impressionnant silence. La froideur de certaines grandes villes contraste avec la vie au pays. Ils défilent par exemple entre les immeubles et sans public à Athis-Mons en région parisienne ou en banlieue lyonnaise. Mais ils sont chaleureusement reçu à Bordeaux par exemple, accueillis par Jacques Chaban-Delmas, à Strasbourg, Toulouse, Orléans ou encore en Yougoslavie. Grâce à son adhésion à l'Union artistique et intellectuelle des cheminots français (UAICF), il bénéficie d'avantages pour voyager en train. Moins de dix ans après la guerre, il est invité en Allemagne et s'y rend sans difficultés.
En ces années 1950, la force du peuple dans son sursaut est porteuse pour la musique et la danse, qui apportent une alchimie en émotions. Le groupe joue sa « marche de Cadoudal », devenue son hymne de bataille, en se faisant aussi des « alliés ». Le cercle celtique Tud an Hent Houarn (ceux du chemin de fer) de la SNCF à Paris devient un point de rassemblement des bretons émigrés, régulièrement renforcé par les femmes de la Kevrenn Alré qui trouvent un moyen d'expression par la danse. Elles dansent même parfois avec le cercle et le bagad rassemblés.

### Les années 60: entre doutes et espoirs
Dès le milieu des années soixante, le bagad connaît un essoufflement et un déclin jusqu'à la fin des années 1960. Tout d'abord, la grande famille a donné naissance à beaucoup d'autres qui doivent concilier vie familiale, professionnelle et de groupe. Des couples de sonneurs se forment pour animer fêtes et mariages. La BAS entame un virage musical plus marqué. Des jeunes sonneurs vont réévaluer le niveau technique et se former en Écosse pour intégrer non plus le doigté de la veuze mais le jeu écossais et se procurer de vraies cornemuses écossaises. Cela amène certains à renoncer définitivement à la musique bretonne et à la Kevrenn Alré. La radio diffuse des musiques qui donnent des envies de changement et de danser librement. Les nouvelles recrues sont rares, l'incertitude est forte face à une cohésion et une force initiales sévèrement diminuées. D'autre part, la fermeture du dépôt SNCF d'Auray supprime plus d'une centaine de postes et le local de répétition. Un autre local est trouvé à la caserne Duguesclin mais les sonneurs sont mutés dans d'autres gares éloignées et c'est une perte pour l'économie locale. Le départ de plusieurs sonneurs est difficile à vivre : la grande famille se disperse.
Les fondateurs Jean Péron et Pierre Guillet cherchent à assurer la relève. Chez des jeunes dont la rupture était presque totale avec un héritage culturel non relayé, ils décident de le combler auprès des enfants des cheminots. Chaque jeudi, Jean puis Pierre animent un atelier découverte sur l'histoire de la Bretagne, les légendes, le monde celtique, choses que leurs parents portaient en eux de manière naturelle sans penser à leur transmettre. Développant un fort sentiment d'appartenance, ils seront ainsi déterminants pour l'avenir du bagad. Mais ce relais n'est pas sans faille, entre des vétérans qui ne se reconnaissent pas tout à fait dans la relève qui, sans état d'âme, se mettra à apprendre la musique avec une frénésie aussi rigoureuse que nouvelle. Cette technicité amène les anciens à remettre en cause leur jeu et l'apprentissage autrefois basé sur l'oralité.
Le passé prestigieux et le futur incertain ont finalement amorcé un dynamisme nouveau. Michel Demion, sonneur de la Kevrenn Brest Saint-Mark, apporte son expérience et sa créativité en 1965 pour que le bagad reprenne confiance. Il sait que le renouveau passe par la formation des instrumentistes. Avec quelques membres, dont le penn soner Jean-Yves Peron, il participe à un voyage d'étude en Écosse. En 1966, Yves Hercelin, âgé de 15 ans, entre à la Kevrenn parrainé par Jacques Arhuis, sans savoir jouer d'un instrument mais attiré par les voyages. Malgré sa préférence pour la bombarde, Michel Demion l'oriente vers la cornemuse. Après des stages BAS, il rejoint le pupitre un an plus tard et en prend la direction en 1970. Ces stages sont une motivation supplémentaire pour les sonneurs.

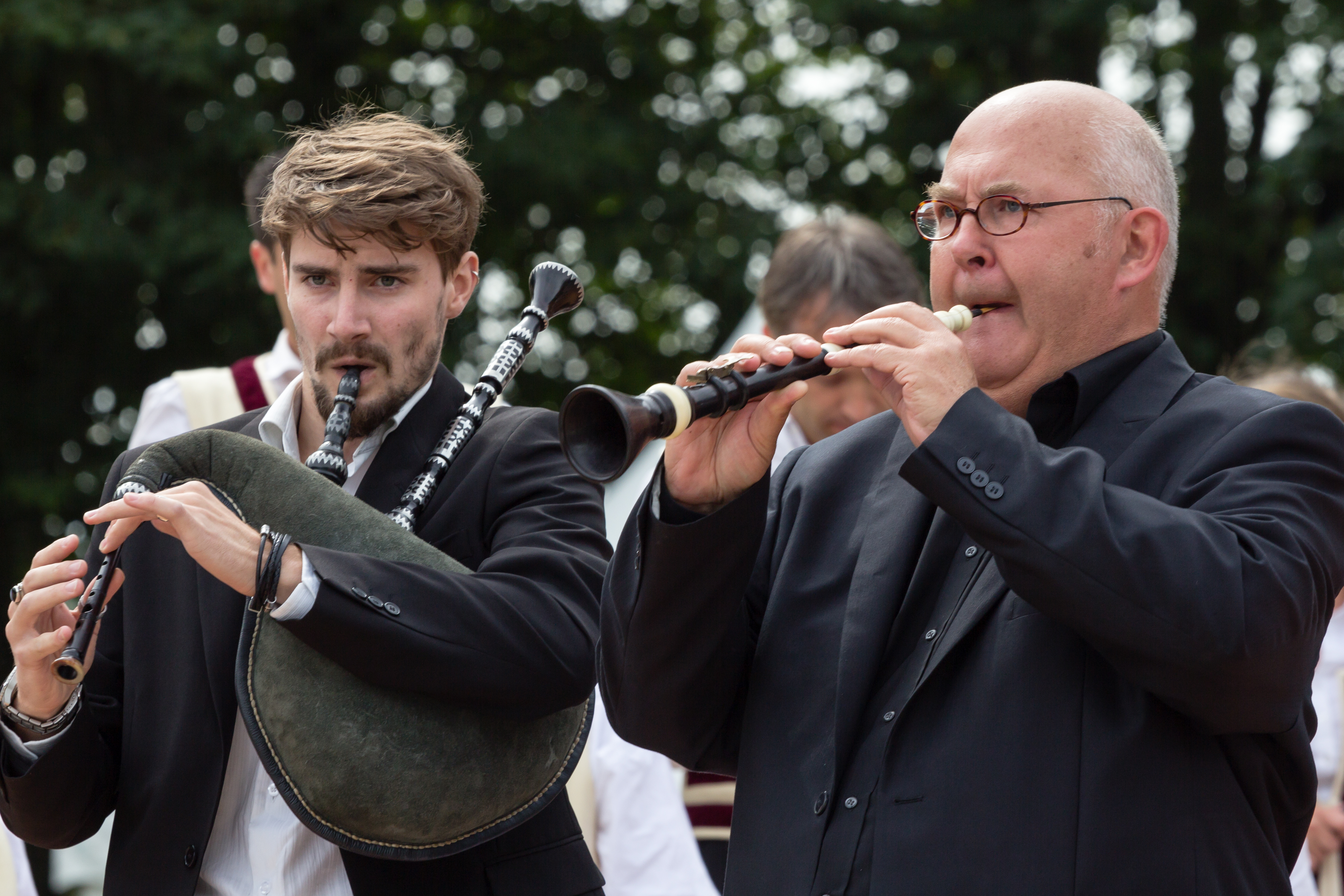
Roland Becker au FIL 2012

Progressivement, entre 1968 et 1971, le bagad se met en marche et réussit à décrocher un titre de champion du Morbihan en troisième catégorie. En 1971, après trois années de travail, la Kevrenn accède en seconde catégorie lors du premier championnat des bagadoù à Lorient.
Le renouveau se dessine déjà après 1968. En effet, le batteur Georges Le Neillon se forme durant son service militaire d'un an auprès du bagad de la Lande d'Ouée et aux côtés d'Iffig Guillou, Yann Le Grand, deux tambours du bagad de Brest, et Patrick Duplesne, sonneur de la Kevrenn de Rennes, pour laquelle il compose des morceaux. La Kevrenn décide sur son exemple de faire appel à des formateurs extérieurs comme Yves Rouillard pour perfectionner les connaissances et la technique des jeunes et envisage une direction musicale plus élargie, avec des compositions par exemple. Yves Rouillard, payé par le groupe, assure la formation pendant trois ans avec un cours par semaine. Le bagad, ayant connu une grande vague de recrutement, est amené à former des adolescents de 12 à 14 ans, ceux-là qui constitueront vingt ans après le noyau dur. La plupart fréquentent le même collège et se produisent en fest-noz, bien qu'ils utilisent sans l'autorisation du bagad sa renommée. Parmi les membres de cette formation, fait partie Roland Becker (âgé de onze ans à son arrivée en 1969), Maurice Pommereuil, Patrice Corlay, Hubert Raud, Jacques Dujardin, Jean-Luc Le Guennec, Gilles Bonnec, Philippe Guigo… Avec le mouvement folk puis pop celtique, la Kevrenn se métarmorphose en véritable orchestre.

### Les années 70: Mouvement revivaliste

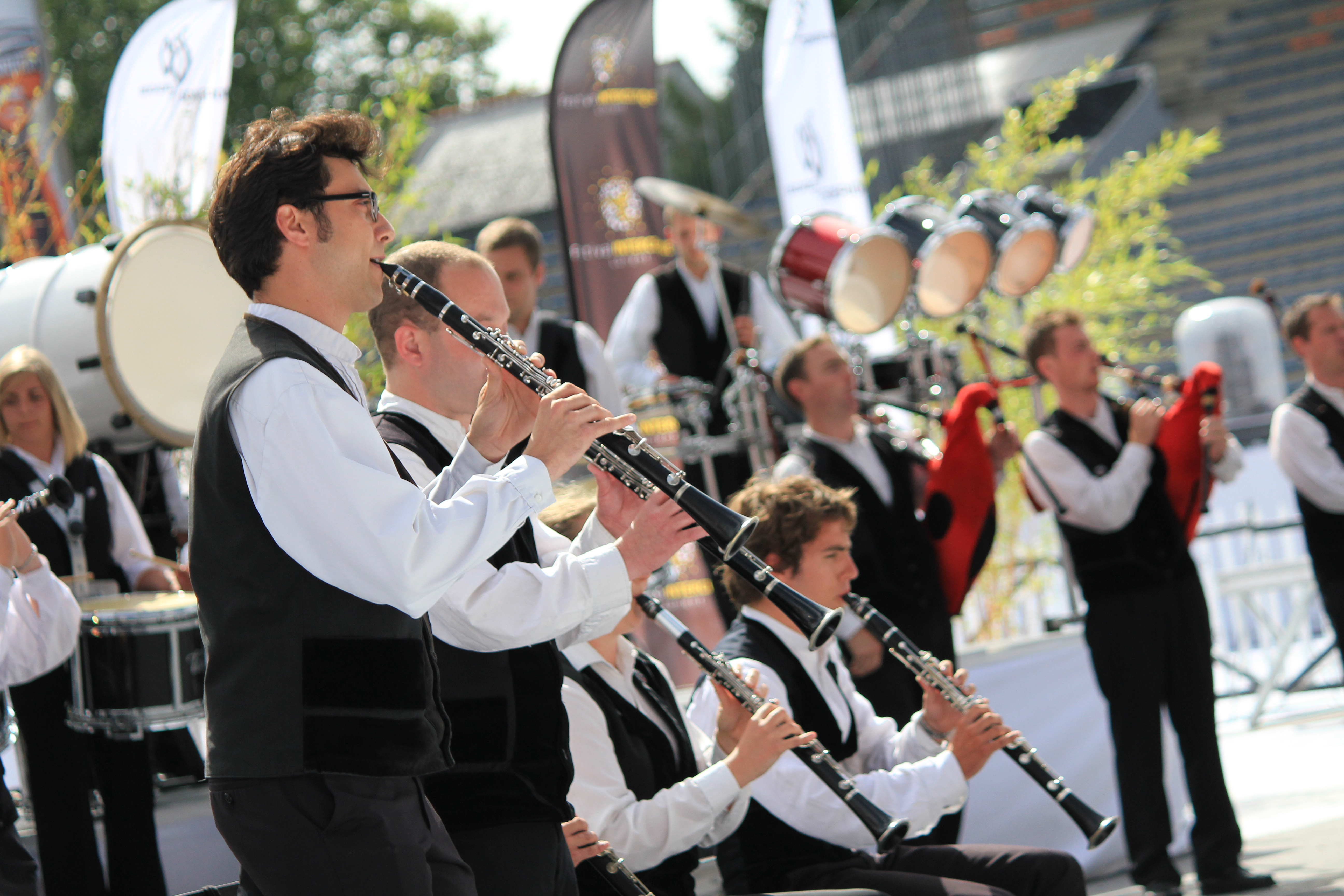
Clarinettistes du bagad au FIL 2012

Le début des années 1970 est marqué par le renouveau breton et l'émulation nationale. En 1972, après une résidence d'une semaine à Kermane (Brech), le bagad confirme son ascension en obtenant au concours de Lorient une troisième place en seconde catégorie. Le stage intensif, inspiré de ceux de Brest, est devenu une tradition pour le bagad. Une petite tension naît lors de cette semaine entre Yves Hercelin, « penn-cornemuse », et le groupe, Yves souhaitant ne faire jouer que les jeunes sonneurs pour les motiver davantage, après avoir invité des moniteurs du bagad de Rennes.
Par la suite, le groupe connait des défections, certains découragés que leurs efforts ne soient pas récompensés en concours. Yves Hercelin rejoint le bagad Bleimor. En 1975, il ne reste plus que deux sonneurs dans le pupitre cornemuse, Patrick Corlay et Hubert Raud, quelques joueurs de bombardes dont le jeune Roland Becker, Georges Olliveaud revenu à la batterie au côté de Georges Le Neillon, « penn-batteur ». Le pupitre cornemuse est renforcé par l'intégration de sonneurs en formation comme Pascal Guingo et des sonneurs du bagad de Perros Guirec. La jeune génération portait une admiration pour Pierre Guillet, « l'âme » de la Kevrenn. Après la deuxième place du podium, le bagad monte sur la première marche en 1976 et accède en première catégorie. Le groupe qui retrouve l'élite ne joue plus sur son « effet de masse » mais il assure ses fondations sur des individualités fortes qui amènent un esprit novateur. Malgré quelques divergences, la motivation l'emporte avec l'envie de décrocher le titre. L'horizon s'élargit, avec un Roland Becker en innovateur. Avec plusieurs membres, il se dirige vers la création musicale, le fest-noz avec la mini formation qu'ils constituent et son groupe Kavaden, une formation d'inspiration celtique.
Sous la direction de Roland Becker, elle remporte le titre de Champion de Bretagne en 1979 avec une moyenne de 16,5 et une moyenne d'âge de 20 ans. Il signe désormais compositions et arrangements du groupe qui devient l'un des moteurs d'une musique bretonne évolutive (1er prix de recherche musicale la même année). En succédant au bagad Kemper, titulaire du titre depuis trois années consécutives, il amorce une tendance, de même que la Kevrenn de Rennes avait joué ce rôle face à Bleimor. Avec son style particulier, à défaut d'obtenir une reconnaissance officielle, il obtient celle du public et lance un phénomène durable de création lors des concours du championnat. Son titre lui ouvre les portes de l'international.
En présentant l'année suivante à Lorient La Bataille d'Auray, le bagad alréen reconquiert le titre de champion en 1981. Conçue par Roland Becker, la musique s'inspire des évènements historiques d'Auray durant la guerre de succession des ducs de Bretagne en 1364. La Kevrenn signe une pièce maîtresse dans l’évolution de la musique bretonne contemporaine, par les compositions mais aussi dans la notion de « spectacles » et l'idée qu'un bagad peut avoir vocation à offrir des concerts. En effet, remarquée par la Confédération musicale de France et par l'Alliance française lors du festival de Varsovie en septembre 1980, la Kevrenn se voit proposer de créer un spectacle de musique et danse bretonnes pour un festival international à Dublin en février. En quelques mois, l'ambitieux projet doit prendre forme en recréant un cercle d'une douzaine de danseurs et un chœur, intégrés pour l'occasion. Une étape décisive est franchie, car c'est la première fois que le bagad s'associe aussi étroitement avec un groupe de danseurs.

### Les années 80 et 90: Des défis à relever pour l'ensemble "Musique et Danse"
Au début des années 1980, la Kevrenn entre dans une nouvelle ère ; son style s'est affirmé et il a mûri en même temps que les sonneurs ont trouvé une sérénité. Le bagad retrouve une unité, autour d'un chef, Roland Becker. Yves Hercelin réintègre le bagad qu'il avait quitté dix ans plus tôt. Hubert Raud remporte avec Roland Becker des titres de Champions de Bretagne de sonneurs en couple, une maîtrise reconnue de la musique traditionnelle qui leur permet de prétendre à la créativité. Maurice Pommereuil participe à partir de 1983 avec Roland Becker à la composition rythmique de morceaux contemporains défiant la logique de l'époque.
1982 est une année importante, avec la création entière d'un spectacle. Pour le festival des Cinq Nations qui se tient à Dublin, il présente un spectacle musique et danse, une première qui marque aussi une présence plus importante des femmes dans la vie du bagad, avec des danseuses et des chanteuses. La chorale continuera d'accompagner les sonneurs jusqu'en 1989, lassée de ne pas avoir une place suffisamment importante. La danse ne sera possible que ponctuellement, comme pour le festival de Confolens, avec des danseurs occupés dans leur cercle et des sonneurs pas tous prêts à une telle ouverture. Après sa tournée en Irlande et en Algérie, il clôt le festival de Cornouaille devant 2 000 personnes, qu'il achève par l'hymne national breton, le Bro gozh ma zadoù, devant une foule debout.
Jacques Le Falhun poursuit l'activité danse, rejoint par Armelle Gouedic du cercle dissout de Quimper, pour tenter de constituer à Auray une formation de danse. Une école de danse est créée au sein de la Kevrenn Alré. Les danseurs qui travaillent dans l'ombre se joignent aux musiciens pour quelques occasions comme à Vannes, où le bagad se présente hors championnat, puis en Suisse. En septembre 1985, André Arhuero prend la direction du petit groupe et lance un défi à Armelle et Jacques : présenter la Kevrenn Alré « Musique et danse » directement en première catégorie et la mener victorieuse du championnat de danse de Bretagne. Avec leur connaissance aiguë du répertoire traditionnel, l'engagement des danseurs dans une cadence de travail et une « rigueur absolue dans l'apprentissage du répertoire », la formation remporte effectivement le concours de Guingamp et le titre de champion des ensembles chorégraphiques de la fédération Kendalc'h. En 1986, le groupe, formé par plus de 80 musiciens et danseurs, décroche le premier titre de Champions de Bretagne à Guingamp. Chaque année, la Kevrenn prépare l'Emvod, le concours départemental de danse bretonne organisé par Kendalc'h et en cas de sélection le concours régional de la Saint-Loup à Guingamp. La Kevrenn a été onze fois championne de Bretagne, dont sept années consécutives de 1986 à 92. Ils créent ensuite deux nouvelles suites par an. Ceux qui le souhaitent s'associent aux choix chorégraphiques du groupe, ce que font Armelle et Jacques, mais aussi Raphaël Hellec (ex de la Kerlenn Pondi), Michel Chevalier de Brest, Danielle Beauguion (ex du cercle de Carnac), Cathy Le Douarin, Gwen Petitbon, sans oublier André Arhuero. De répétitions en répétitions, le style s'affine, entre cohérence créative et cohésion musicale. Leur prestation au concours de Morlaix en 1987 en est une démonstration sur des compositions de Roland Becker, puisées dans le non traditionnel (mesures à 7, 10 et 24 temps…).
La volonté créative est parfois durement contestée dans le monde de la danse ou de la musique. En effet, elle dépassait les limites de la danse traditionnelle, en recourant à des techniques empruntées à des genres aussi éloignés que les danses contemporaines ou africaines, auxquelles quelques danseurs s'étaient initiés ou avec l'apport des compétences extérieurs. Ce fut le cas dès 1986 avec la collaboration d'Élisabeth Bertrand, professeur de danse classique et moderne jazz à Auray, ou en 1989, lors d'un stage animé par Flora Thiefaine. L'envie novatrice s'appuyait néanmoins sur le traditionnel, comme le travail scénique dans la recherche de mouvements d'ensemble sans rompre avec la chaine traditionnelle tout en donnant plus d'élan à la chorégraphie. Les futurs danseurs étaient formés dans le grenier du penn-soner André Arthuero, transformé en salle de danse, avant d'intégrer le groupe. André se retire de la direction scénique du cercle en 1992, mais continue de prendre part l'année suivante à la mise en scène de Boked Eured (Bouquet de noce), un spectacle sur le thème du mariage, programmé dans le cadre de l'exposition régionale Quand les Bretons passent à table.
En 1989, alors que Roland Becker a quitté le groupe, le bagad doute sur sa capacité à conserver son style particulier sans son inspirateur. Dans un premier temps, il trouve un remède dans l'exotisme de la Louisiane et s'en tient aux titres enregistrés sur un CD et un clip vidéo, sans participer aux concours l'année 1990. Puis, Arnaud Ciapolino, arrivé du bagad Kemper à la fin des années 1980, succède au poste de penn-soner. Ce flûtiste-compositeur présentait des similitudes avec son prédécesseur : âgé de 19 ans comme Roland Becker lors de l'accession en première catégorie, musicien d'un autre instrument (flûte traversière), participation pendant un an à la formation personnelle « Jazz celtique » de Roland Becker... Cependant, il présente son propre univers sans revendiquer une filiation et c'est la Kevrenn elle-même qui porte une continuité. Porté par d'autres fortes personnalités musicales, Alré prouve en 1991 son aptitude à maintenir son niveau technique et son sens de l'inspiration, jusqu'à décrocher une nouvelle fois le titre l'année suivante. En 1991, elle totalise 4 titres en première catégorie et 4 deuxièmes places (dont une en 1991). En 1992, Arnaud Ciapolino, qui réussit à mener le bagad et le cercle au sommet de la musique et de la danse en Bretagne, cède sa place à Fabrice Lothodé pour suivre des études au conservatoire de Rennes et de Paris.

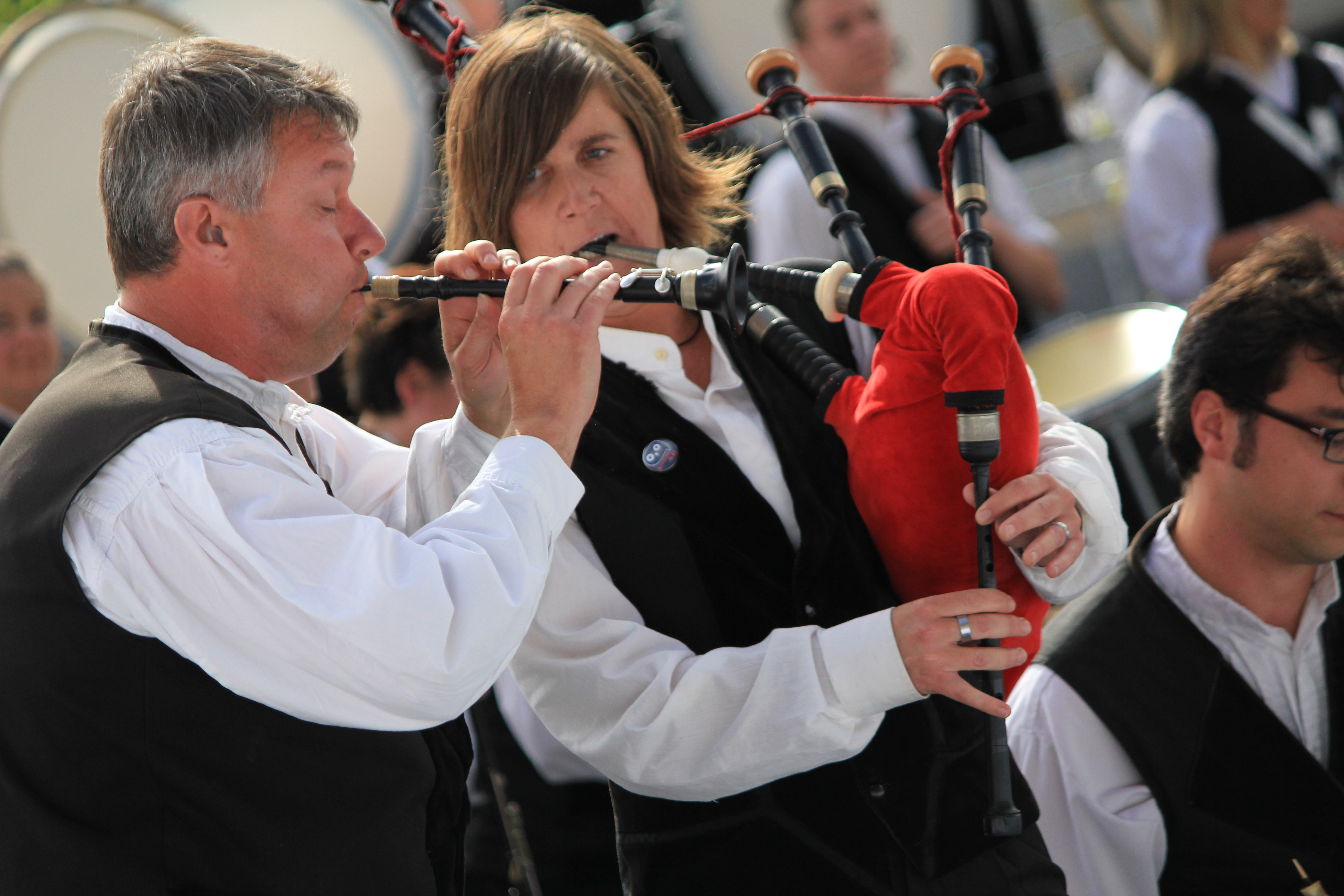
Fabrice Lothodé à la bombarde et Marie Le Cam à la cornemuse au FIL 2012

Au poste de penn-soner, âgé d'une vingtaine d'années, Fabrice assure l'intérim pour seconder Roland Becker qui consacre plus de temps à sa carrière professionnelle (CD, livre, recherches, compositions, clarinettiste). Il poursuit dans le mélange de la musique traditionnelle et de modernité, style singulier fait d'audace et d'invention. Lors de la remise des prix de l'Ordre de l'Hermine en 1990, la Kevrenn Alré joue son spectacle au Centre Athéna d'Auray et souffle ses 40 bougies. Le bagad prépare les concours sur le site du moulin de Treuroux à Brech. En 1993, le bagad et le cercle enregistrent une émission pour France 3 au Château de Trédion.
Fabrice est responsable du pupitre bombarde de 1994 à 1998, avant de prendre la direction artistique du bagad. Entre-temps, la Kevrenn remporte un sixième titre à Lorient, en 1996, sous la direction de Roland Becker. Détentrice du titre de champion de Bretagne, elle décroche en 1997 à Brest la première place avec une moyenne de 17,52. En février 1998, la première place lui échappe à Brest, sanctionnée pour une trop grande abondance des clarinettes et en août à Lorient elle est cette fois pénalisée pour ne pas avoir suffisamment utilisé ses caisses claires écossaises avec cependant le suffrage des juges d'ensemble. Le bagad Kemper remporte une nouvelle fois le titre. En 1998, le directeur musical et compositeur, Roland Becker quitte la Kevrenn, entraînant dans son sillage le départ de 12 musiciens. Fabrice Lothodé devient le nouveau penn-soner et doit remonter une nouvelle équipe aux pupitres bombardes avec des jeunes. Pour cela, le bagad se donne une année de transition avant de reprendre le chemin des concours.
Dans les années 1990 et pendant une quinzaine d'années, Krystel Mainguy est la chorégraphe et professeur de la Kevrenn, jusqu'à la naissance de sa fille Erelle. Les cours de danses sont ensuite assurés par deux anciens danseurs, Anne-Marie et Jean-Paul Kergozien puis par Rozenn Le Roy en 2001.

### A l'orée d'une autre moitié de siècle, entre créations et concours
La Kevenn Alré « musique et danse » obtient en 1999 son 10e titre de champion de Bretagne de danse à Guingamp et reçoit la médaille d'honneur de la ville d'Auray. Ils bénéficient d'une nouvelle salle de répétition municipale pour créer en 2001 le spectacle de leur 50e anniversaire. À cette occasion, la Kevrenn Alré fête son demi-siècle et sort un CD.
La Kevrenn Alré continue à évoluer dans les deux championnats : le bagad dans le championnat des Bagadoù, et l'ensemble musique et danse dans le championnat de danse de la Confédération Kendalc'h.
Dans le cadre du championnat des Bagadoù, la kevrenn Alré est battu en 2002 sur le fil par Quimper, avec seulement deux dixièmes de points d'écart. Selon Fabrice Lothodé, il existe une « émulation » entre bagadoù et les concours sont une motivation supplémentaire pour réaliser une musique de qualité, avec des entrainements qu'il compare aux « sportifs professionnels », sans perdre de vue l'aspect émotion. En 2004, ils finissent 4e, une nouvelle fois battus par Quimper. En 2007, après avoir remporté deux Maouts consécutifs, la Kevrenn ne participe pas au championnat, pour préparer un « voyage entre les terres de la Bretagne et des pays celtes, tantôt profane, tantôt sacré » : le spectacle Alré en Iliz (« Alré en Église ») avec la chorale Kanerion Pleuigner.

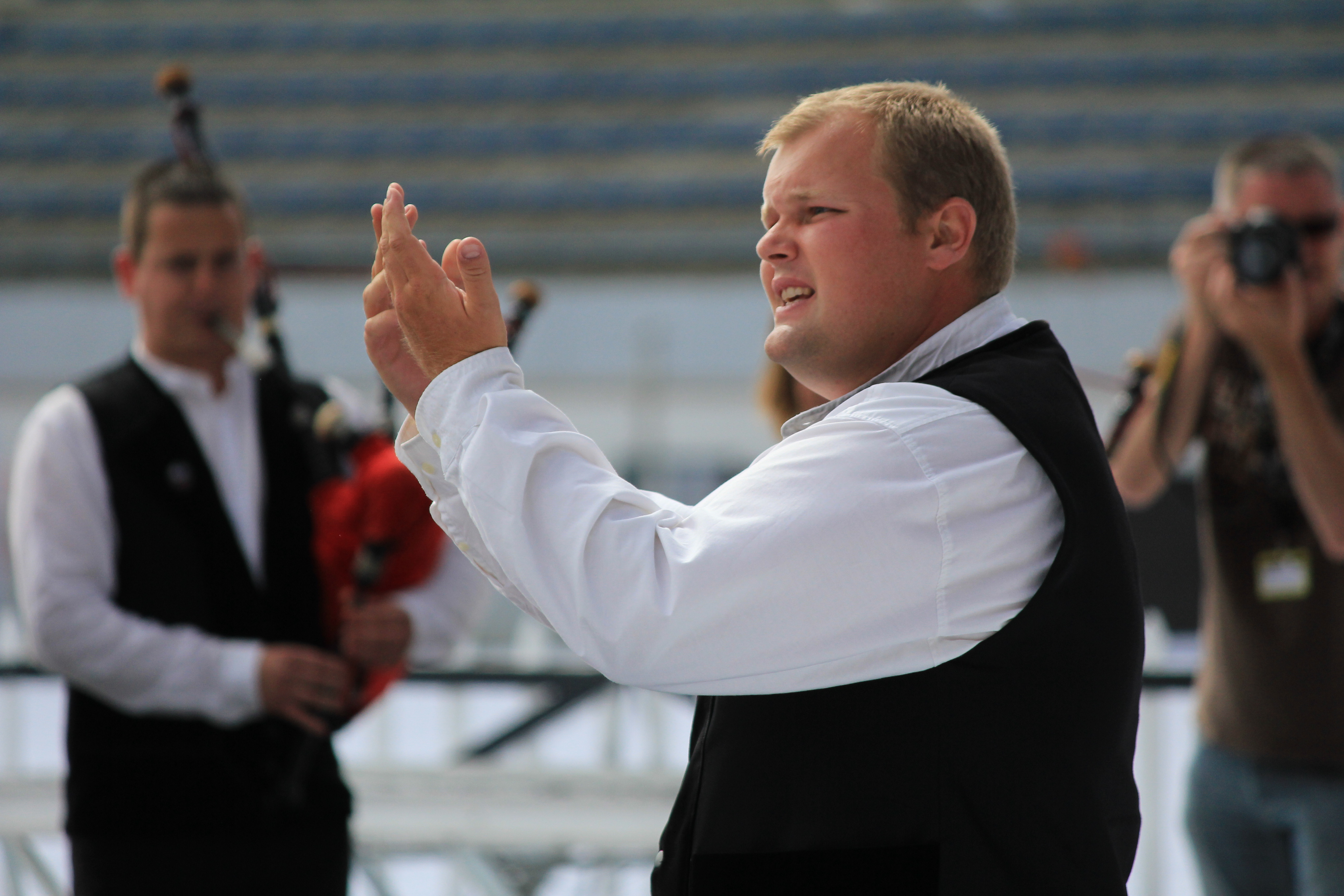
Julien Le Blé, penn soner, au FIL 2012

En 2009, Alré se fait devancer de peu par le bagad Cap Caval : 2e à Brest, il sera premier ex æquo à Lorient, pour finalement être donné gagnant ayant obtenu les meilleures notes des juges d'ensemble. En 2010, il décide de faire l'impasse sur le concours de Lorient pour se concentrer sur la création Imoër (Mémoire) qu'il présentait également au Festival interceltique. Il termine sur la troisième marche du podium pour le championnat de Bretagne 2011. Fabrice Lothodé annonce son passage de relais après 20 ans en tant que penn-soner lors d'un spectacle au centre Athéna d'Auray, le 29 octobre 2011, jour qui marquait aussi ses 40 ans. Pendant plus de dix ans, il a écrit les suites présentées par le bagad en concours. À 28 ans, Julien Le Blé lui succède après 15 ans au sein de la Kevrenn. Avec son nouveau penn-soner, le bagad se classe troisième à Brest lors de la première manche et remporte le prix Terroir avec le répertoire imposé du Kreiz-Breizh. Un an plus tard, le bagad se classe deuxième à Brest et troisième à Lorient, ce qui lui vaut une nouvelle fois la troisième place du championnat.

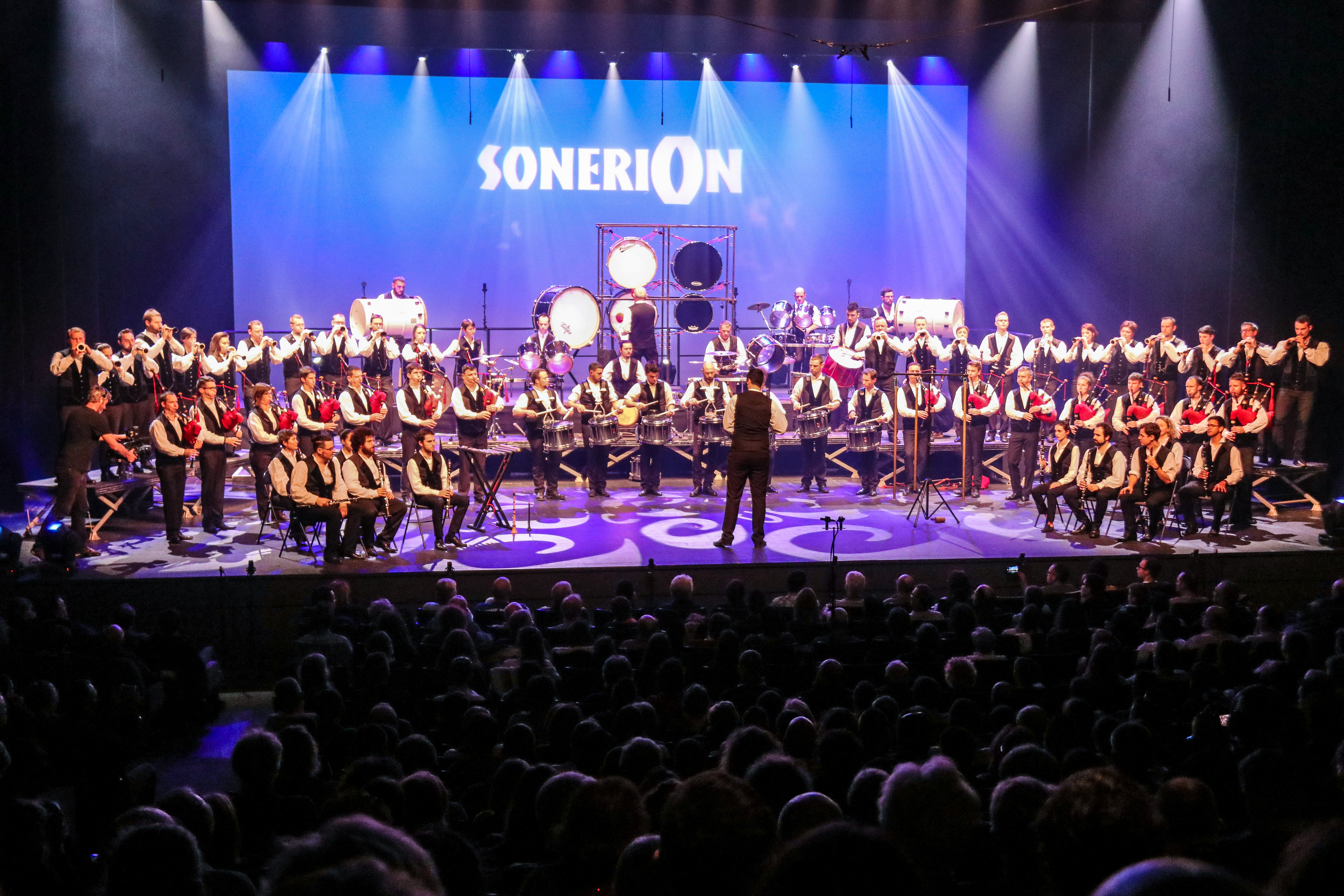
Championnat national des bagadoù 2019 à Brest

Fin 2013, Fabrice Lothodé reprend la direction du bagad, dans un esprit de formation et de transition avec son successeur, Loïc Le Cotillec, 19 ans, formé à la Kevrenn Alré et élève de Fabrice. Loïc est le nouveau compositeur du bagad ; ayant déjà écrit la suite de Lorient 2013, il réitère l'expérience pour Brest en 2014, où le bagad se classe quatrième. Il dirige pour la première fois le bagad lors de la seconde manche, avec une suite qui vaudra à l'ensemble la première place de l'épreuve lorientaise. Finalement, le bagad se classe une nouvelle fois troisième, derrière Kemper et Cap-Caval. Fin 2019, Fabrice Lothodé reprend le flambeau en amenant la Kevrenn à une belle première place lors de la première manche du championnat des bagadoù de première catégorie à Brest.
Dans le cadre du championnat de danse de la Confédération Kendalc'h, la Kevrenn Alré intègre en 2007 la catégorie "excellence" de la confédération, nouvelle catégorie du championnat regroupant les meilleurs groupes. Trois temps forts ponctuent alors la saison de championnat : l'épreuve traditionnelle en avril, l'épreuve scénique en juin et la finale en août lors du Festival de la Saint-Loup. Après avoir fonctionné entre 2001 et 2005 avec un binôme responsable danse / Chorégraphe (Rozenn Le Roy et Jérôme Le Tutour), les chorégraphies vont être élaborées à partir de 2006, par un collectif de danseurs souhaitant s'investir dans l'écriture et l'apprentissage des chorégraphies, sous la coordination du responsable danse assurée par Nathalie Le Bolay de 2005 à 2007, Annaëlle Mézac de 2008 à 2010, Alice Conan de 2011 à 2013 puis Morvan Jegou en 2014 et 2015. La saison 2015-2016 est assurée par Damien Moulin. Marine Lemoine lui succède jusqu'à l'année 2019. Depuis, ce rôle est confié à Audrey Le Quillio.
Avec l'évolution du règlement du concours et l'apparition d'un fil conducteur ou thème obligatoire, la Kevrenn Alré va ainsi créer chaque année un spectacle musique et danse autour d'un thème central, en s'appuyant sur les compositions musicales du bagad : Le bistro des 4 chemins (2008), Amazion, voisinage (2009), Goantenn, jolie filles (2010), Damp Dehi, allons-y (2011), A-benn dimeurh, é vo ur fest (2012), Eion -2013), Kabarig, de la Bretagne aux îles (2014), Jolie bouteille ! (2015), Ar Sadorn Hir (2016), Ar' An Hent (2017). Bien qu'aucun titre de Champion de Bretagne ne vient récompenser ces différents spectacles, la Kevrenn Alré occupe entre 2007 et 2013 la deuxième ou troisième place du championnat. Avec en moyenne 30 danseurs et 40 musiciens sur scène, la Kevrenn Alré est un ensemble puissant mais qui sait également user de variations subtiles et légères. En 2015, la Kevrenn Alré renoue enfin avec la plus haute marche du championnat et remporte son onzième titre de Champion de Bretagne, avec sa suite "Jolie bouteille !".

## Fonctionnement

### Structure
Liste des présidents :
- 1951-1954 : Pierre Kerino[54]
- 1955-1957 : Hubert Le Roch[54]
- 1958-1962 : Jean Denetz[54]
- 1963-1969 : Jean Peron[54]
- 1970-1981 : Pierre Guillet[54]
- 1982 : Jean-Luc Le Guennec[54]
- 1983 : Roland Becker[54]
- 1984 : Gilles Bonnec[54]
- 1985-1986 : Jean-Claude Vigouroux[54]
- 1981 et 87-97 : Georges Le Neillon[54]
- 1998-2002 : Hubert Rault[54]
- 2002-2004. : Kaourintine Hulaud[n 6],[55]
- 2005 : Marie Paitel
- 2006-2007 : Maurice Pommereuil[réf. souhaitée]
- 2008-2012 : Tangi Saout[56]
- 2012-2017 : Marie Le Cam[56]
- depuis 2017 : Damien Moulin[57]

La Kevrenn Alre est une association de type loi 1901, déclarée à la sous-préfecture de Lorient en septembre 1951 sous le numéro 056101100. Avec pour objet de pérenniser et de transmettre la culture traditionnelle bretonne et celtique, elle poursuit les objectifs suivants : création et diffusion de spectacles de musique et danse traditionnelles bretonnes, participation aux concours danses et musique, animation d'une école de musique et de danse, animation de cours de loisirs (costume et patrimoine).
La Kevrenn Alré trouve une unité entre le bagad et le cercle et une cohésion quand ils s'associent. Cette association réussie lui ouvre les portes de la scène internationale (festivals certifiés CIOFF par exemple). Bien que ce soit un groupe amateur qui s'appuie sur une organisation associative, il évolue néanmoins entre des formations de musique et danses composées d'artistes professionnels du monde entier. En 2011, l'association comptait 270 adhérents et l'école de musique traditionnelle était la première du département, en termes d'effectifs (70 élèves).

### Bagad
Cet orchestre traditionnel existe depuis les années 50 sur le modèle du pipe band écossais. Regroupés en pupitres dirigés par un leader, les instruments sont la cornemuse écossaise, la bombarde, les caisses-claires et les percussions (grosse caisse, tambours médium et ténors…). Il a également utilisé le biniou koz, le violon et l'accordéon diatonique. Le « chef d'orchestre » est appelé penn-soner. Il a souvent cumulé la fonction de directeur musical et artistique, dont Roland Becker en est l'exemple. Après son arrivée à la tête, le bagad a envisagé de confronter la culture bretonne à d’autres expressions artistiques et influences telles que le jazz, la musique classique, le rock, d’autres traditions populaires… Leur prestations ont souvent été conçues comme des « suites thématiques et audacieuses qui font voyager ». Outre l'exigence de travail, le bagad est marqué par une vie collective et des moments festifs, qui effacent les barrières sociales. Chaque début d'année, elle donne une représentation à la salle Athéna d'Auray. Un club des amis de la Kevrenn est né en 2008 avec des personnalités du monde de la musique, de l'entreprise…

### Bagadig
La Kevrenn Alré a toujours donné des cours de musique, cependant le bagadig (petit bagad) n'est créé qu'en 1999. L'école de musique de la Kevrenn Alré, créée en 1996, enseigne la batterie, la bombarde, la cornemuse, la clarinette à des élèves âgés de 9 à .... ans. Les cours sont assurés par des musiciens du bagad, aidés par des intervenants extérieurs payés par la BAS. Avant de jouer des instruments, les élèves travaillent sur des practices, instruments d'études qui permettent, pour la cornemuse, de maîtriser les gammes tempérées, et pour la batterie de maîtriser les rythmes et les baguettes. L'élève en cornemuse souffle dans une colonne en ébène. « Cinq à six années sont nécessaires pour obtenir une autonomie », selon le professeur de batterie Raynal Bedard. Le bagadig est non pas créateur de liens intergénérationnels comme le bagad mais une instance de socialisation où les jeunes se retrouvent entre eux, ce qui est une source supplémentaire de motivation. Leurs aînés prodiguent des valeurs comme la solidarité, la tolérance et la fierté.
À ses débuts, le bagadig participe aux concours de 5e catégorie à Carhaix et Locoal-Mendon. À Locoal Mendon, il concourt également pour le trophée Roñsed-Mor. En 2009, il monte en 4e catégorie. En 2011, il termine deuxième de sa poule de 4e catégorie. En 2012, il termine sixième sur plus de 30 formations lors de la finale à Carhaix. En 2013, il accède à la 3e catégorie en terminant deuxième au concours de 4e catégorie. Depuis le bagadig est classé en 3ème catégorie avec de très bons résultats.
Un deuxième bagadig (bagad école), appelé Bagadigañ, est créé en 2009 et évolue dans la 5e catégorie du championnat des bagadoù.

### Cercle celtique

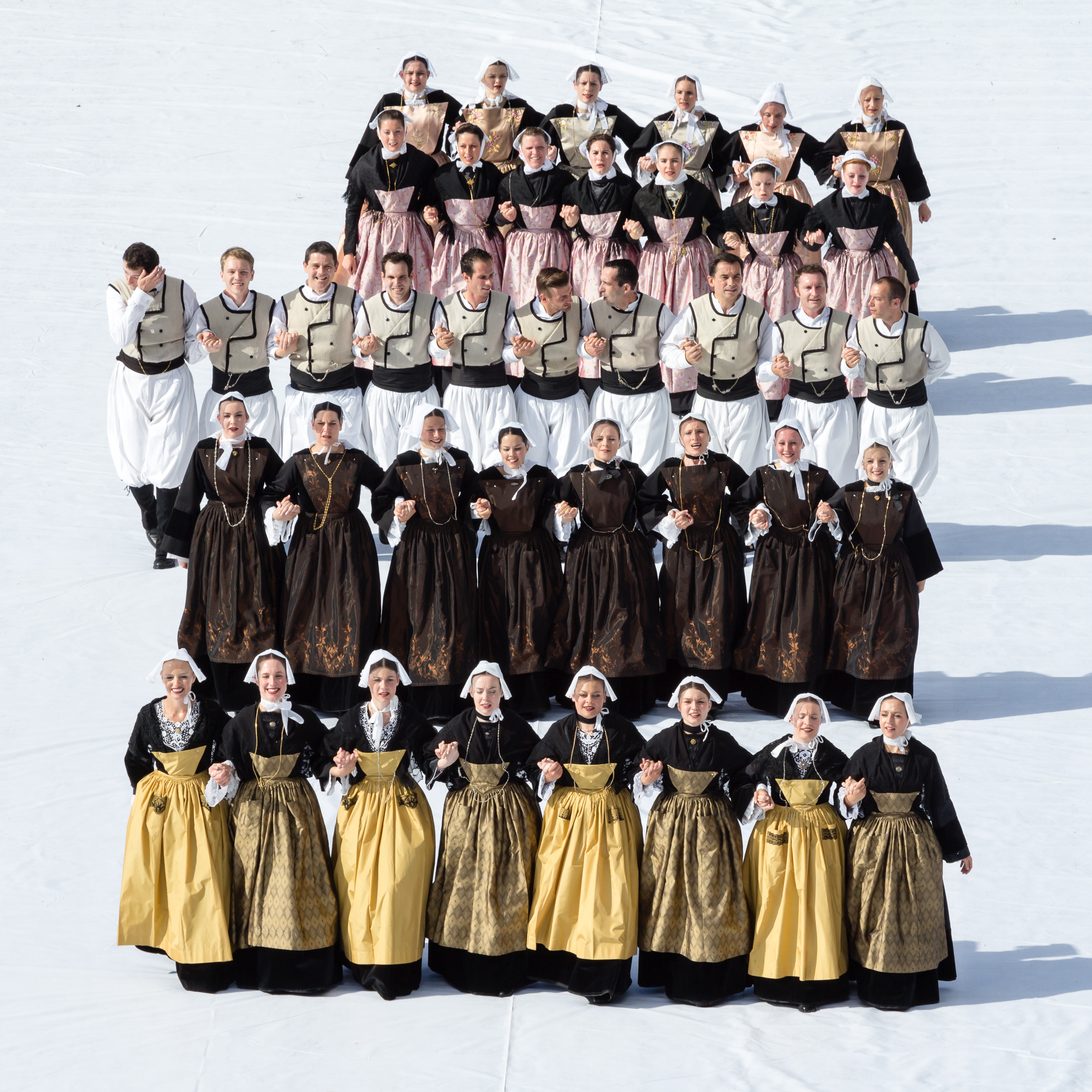
Le cercle lors de la grande parade des nations celtes en 2012.

En 1981, des danseurs avaient montés un spectacle avec le bagad, mais sans qu'ils soient liés à l'association. Lorsque musique et danse font un tout en 1985, les danseurs rejoignent à « plein temps » la Kevrenn Alré et travaillent depuis en lien direct avec le bagad, dans une véritable synergie. La coordination de l'ensemble des danseurs est assurée par le responsable danse, en lien avec le penn-soner du bagad. L'enseignement en danse et l'écriture puis l'apprentissage des chorégraphies sont effectués par les membres de l'association, de manière bénévole. Actuellement, les répétitions se déroulent tous les vendredis soir et lors d'un week-end par mois.

### Groupe enfants
Un groupe de danse enfant est créé en 2009, encadré par les danseurs de l'association et un groupe ados en 2015. Chaque année, le cercle enfant, accompagné du bagadig, présente un spectacle lors du Dañs enfants 56 réunissant les groupes enfants/ados de la Fédération départementale de Kendalc'h. Aujourd'hui, l'école de danse continue de transmettre aux plus jeunes la passion pour la danse traditionnelle.

### Groupe ados
En 2015, une section danse "ados" est créée pour la première fois au sein de la Kevrenn Alré. Avec un effectif de 22 danseurs en 2016, le groupe ados s'est présenté au concours de la Confédération Kendalc'h en 4e catégorie pour finir 2 ėme aux général et monter en 3 ėme catégorie.

#### Costumes

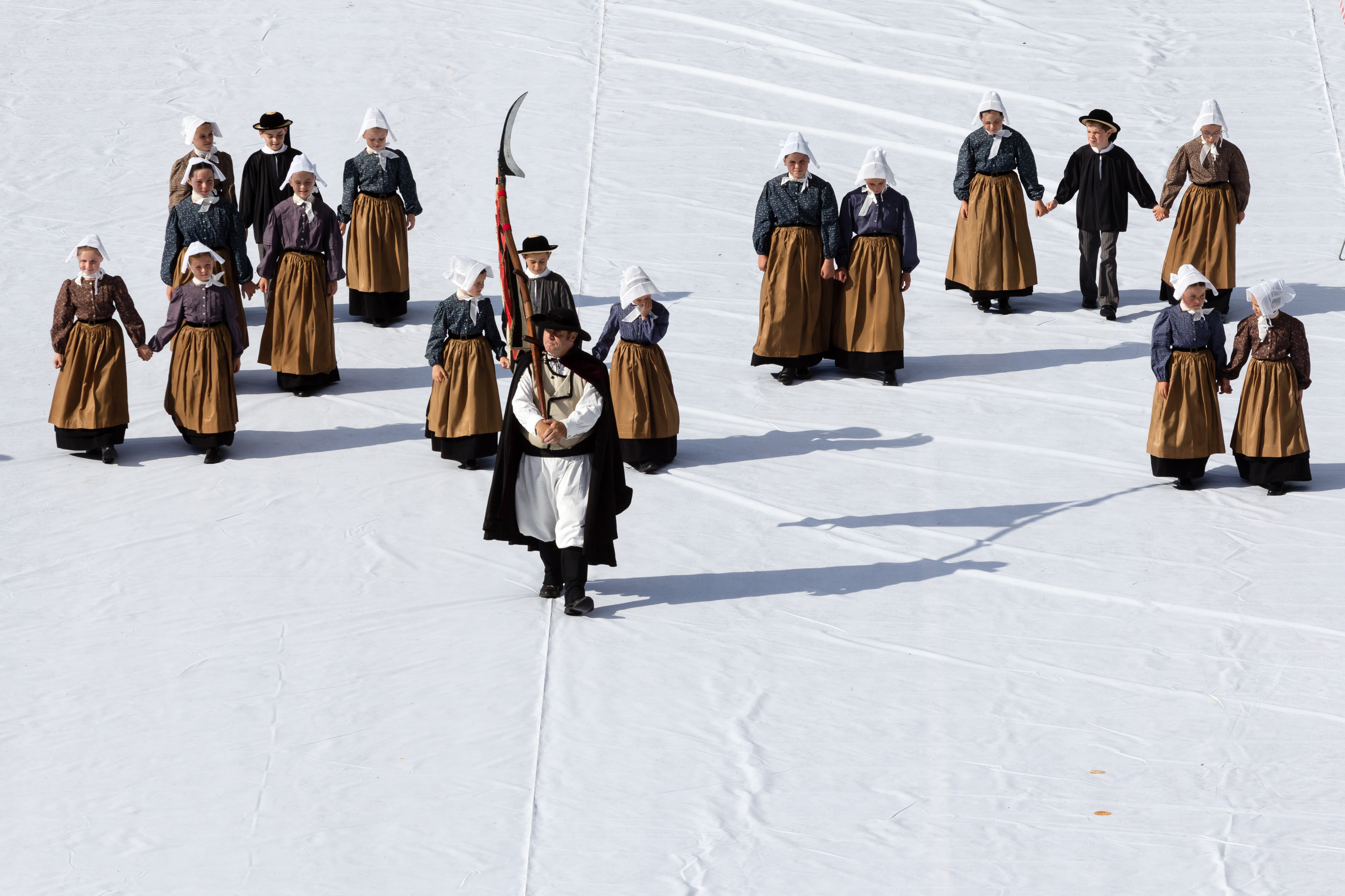
Cercle enfant et porte-drapeau (faux) au FIL 2012

Les danseurs de la Kevrenn Alré se sont attachés à présenter dès le début les modes vestimentaires de leur terroir. Pour cela, d'importants efforts de recherche de costumes ont été entrepris (études de documents anciens, de photos du début du XXe siècle, de croquis comme ceux de René-Yves Creston et Lalaisse, de témoignages). Dans un premier temps, un nouvel entrant devait se procurer son premier costume. Le système étant trop onéreux pour les jeunes, le groupe décide de se constituer un fond de costumes, prêté aux danseurs, qu'il continue chaque année à enrichir. Libre à chaque danseur de progressivement acquérir ces propres éléments de costumes et notamment pour les danseuses, les parures coiffes/cols/guimpes ou un tablier brodé.
Actuellement, la Kevrenn Alré dispose de différents costumes illustrant une période s’étalant de 1850 à 1945, principalement du pays d'Auray, mais également du pays de Vannes, de la presqu'ile de Rhuys, du pays Pourleth (région de Guémené-sur-Scorff) ou du pays vannetais-gallo (Guilliers).
Une commission est chargée chaque année de réfléchir sur l’aspect vestimentaire en lien avec le thème et l'époque du spectacle. L'association s'entoure de bénévoles et petites mains, qui réalisent les nouveautés en fonction des créations artistiques. Ainsi les spectacles de la Kevrenn Alré peuvent présenter différents costumes, certains danseurs pouvant complètement changer de costume lors d'un spectacle. Ces changements de costume sont devenus une marque de fabrique de l'esthétisme de la Kevrenn Alré. Ainsi pour ne pas casser le rythme du spectacle, un groupe de danseurs se change pendant qu'un autre est sur scène, parfois dans un temps record, ce qui donne une atmosphère particulière aux coulisses.
Depuis 2006, la Kevrenn Alré présente chaque année une danseuse pour le concours des Reines d'Arvor de Vannes. C'est l'occasion pour l'association de travailler sur une variante particulière de costume féminin. En 2015, la Kevrenn Alré participe au premier concours de costume de la Confédération Kendalc'h "Des modes et nous", dont le thème retenu pour cette première édition est "Mariez-vous !" (couple en costume de mariés).

##### Caractéristiques des costumes masculins
La Kevrenn Alré a dans un premier temps adapté à la scène un costume de meunier du Pays d’Auray de la seconde moitié du XIXe siècle constitué d’un gilet de laine tissée de couleur claire à double boutonnage et d’un bragou de mélange coton et lin blanc, complétés d’une ceinture de flanelle et de guêtres sombres.
Longtemps unique costume porté par les danseurs, le vestiaire masculin a progressivement été complété par :
- un costume dit « Lalaisse » des années 1850 décrit selon les lithographies de François Lalaisse,
- un costume du pays pourleth vers 1910,
- un costume de cérémonie du Pays d’Auray vers 1910 caractérisé par un gilet de tissu damassé et une veste à parements de velours dont le col monte très haut sur le cou. Chapeau à guides de velours et pantalon à pont en lainage complètent la tenue.
- différentes variations du costume de tous les jours du début du XXe siècle dont l’élément caractéristique est la blouse.

##### Caractéristiques des costumes féminins
Les danseuses de la Kevrenn Alré portent le plus souvent le costume de grande cérémonie du Pays d’Auray vers 1900-1910 dans ses modes à châles (citadines et femmes de la côte) ou à col.
Ce costume est caractérisé par une robe en lainage noir à parements de velours au bas de la jupe, sur les manches et dans le dos (pour la mode dite « à col »). La pièce maîtresse du costume est le tablier, à grand ou petit devantier selon la mode portée. Il peut être, sur cette période, en soierie damassée noire ou de couleur ou encore en satin ou velours brodé en série chez les soyeux Lyonnais, de multiples petits bouquets. La coiffe en tulle, qui peut être brodée ou garnie de dentelle, couvre le haut de l’oreille et forme trois plis au-dessus du front. Pour les femmes portant la mode à châle, la gorge et le haut du dos sont couverts par une guimpe et le buste est habillé d’un châle pouvant être en tulle noir, en velours brodé ou en cachemire par exemple. Dans une version plus simple, les tabliers sont en cotonnade à motif et les manchettes de dentelles, pour faciliter les travaux du quotidien, sont remplacés par des manchons en tissu plus rustique. Différentes variantes de coiffes ont progressivement été reconstituées : coiffe du quartier de Saint-Patern et d'artisane de Vannes, de la Presqu'ile de Rhuys, capots de Pluvigner, et différentes coiffes de travail.
Le vestiaire féminin de la Kevrenn Alré est également complété par :
- un costume dit « Lalaisse » des années 1850 décrit selon les lithographies de François Lalaisse,
- des costumes du pays pourleth de 1910 et 1920,
- un costume dit de mode intermédiaire du pays d'Auray, vers 1930,
- un costume du pays vannetais-gallo (commune de Guilliers) des années 1910,
- un costume "à la mode bourgeoise" des années 1900-1910…

Lors de l'épreuve traditionnelle de Tradideiz, les danseuses portent la dernière évolution du costume du Pays d’Auray, des années 1945. La coiffe a considérablement rétréci. Elle est de plus en plus brodée et a pris sa dernière forme, presque horizontale sur la tête et légèrement cassée en son milieu. La robe a raccourci pour arriver sous le genou. Elle est presque entièrement en velours et le col a pris de l'ampleur dans le dos, la broderie sur tulle évoluant vers de grosses fleurs reliées par de nombreuses araignées. Les tabliers suivent la mode avec des matières (crêpe, velours frappé ou orné de broderies découpées) et des ornements (perles, peinture…) plus diversifiés.

## Productions artistiques

### Discographie
- 1988 : Musique, chants et danses (K7)
- 1990 : Kevrenn Alré (CD GREM)
- 1997 : La.ri.don.gé ! (CD Arfolk/Coop Breizh)
- 2001 : 50 ans (CD Coop Breizh)
- 2006 : Dañs Ar Bleiz (double CD, Label Productions/Coop Breizh)
- 2008 : Alre en Iliz (CD - DVD, dist. Coop Breizh)
- 2011 : 60 ans (CD, autodistribution)
- 2015 : Breizh Kabar (CD, autodistribution)

#### Participations
- 1984 : Bodadeg ar sonérion : daou ugent vloaz e servij sonerezh Breizh (Assemblée des sonneurs : 40 années au service de la musique bretonne ; deux disques 33 tours)[68]
- 2003 : À toi et ceux - Dan Ar Braz
- 2003 : Un Galicien en Bretagne - Carlos Núñez
- 2006 : Bagad ! Une légende bretonne (DVD + CD Pathé)
- 2006 : Phénomène Bagad (DVD) film de Barbara Froger
- 2006 : Celtica (DVD) spectacles au stade de la Beaujoire, Nantes
- 2007 : Nuit de la Saint Patrick à Bercy (CD live)
- 2007 : Nuit Interceltique de Rennes (DVD live)
- 2009 : Apprenez les danses bretonnes vol 2 : Auray, Guérande, Bigouden (DVD + CD)
- 2012 : Dañs Excellañs 2012 (Moréac, Mûr-de-Bretagne, Kerfeunteun-Quimper, Saint-Evarzec, Auray, Spézet et Guingamp) (DVD)
- 2014 : Danses de toutes les Bretagnes volumes VIII : les quadrilles (DVD)

### Répertoires et créations
Depuis ses débuts, le bagad ne se limite pas à un terroir mais il explore tout le répertoire traditionnel de Bretagne, qu'il apprend en faisant appel à des spécialistes du genre. Il y apporte une touche personnelle et de modernité, grâce à de nouveaux arrangements, des harmonies… En 1978, au championnat des bagadou de Lorient, la Kevrenn Alré présente la Gavotenn torr-pen (la danse casse-tête), une composition de Roland Becker adaptée de la rythmique à cinq temps du standard jazz Take Five. Elle se fait critiquer par les traditionalistes, mais elle pousse plus en avant ses idées et, l'année suivante, remporte son premier championnat. Cherchant à ouvrir l'ambitus qui enferme les mélodies des bagadoù, elle est la première à adopter des bourdons en do aux cornemuses et jouer avec des bombardes en fa. En plus d'avoir possédé la première vraie batterie écossaise, elle intègre les premières percussions. En 1983, la Kevrenn, désormais présidée par Roland Becker, présente en championnat la composition Célébration du solstice d'été en 1983 avant Jésus Christ. Depuis La bataille d'Auray par Roland Becker, le bagad construit un concert en cherchant une cohérence aux enchaînements des morceaux, une ligne directrice. En déclenchant des débats, cela a bousculé le schéma des prestations aux concours : désormais on parle de concept, à l'image des albums à la mode ces années-là. Le travail d'écriture est visible en 1994 avec le répertoire des sœurs Goadec, de Gousperoù ar Raned jusqu'au finale Ar Sorserezh, dans la création Hommage, suivie par celle des Maîtres sonneurs et la Noce en pays de Vannes en 1997, qui retrace le déroulement des festivités profanes et religieuses d'un mariage paysan...
En 1995, la Kevrenn reçoit le prix régional de la création artistique pour son spectacle Les cent ans du cinéma, Hommage aux sœurs Goadec. Depuis 1996, des clarinettes de l'école de musique d'Auray ont intégré l'ensemble. Roland Becker tentera ici la seule expérience de création d'un quatrième pupitre - entièrement composé de clarinettes - dans un bagad en « formation concours ». La Kevrenn faisait déjà appel à des intervenants extérieurs pour mener à bien ses projets : un accordéon chromatique pour rappeler le style particulier des gavottes des montagnes, des treujenn gaol (clarinettes) véritables pour mener une dañs plinn, un trio de biniou-kozh pour évoquer la mémoire des sonneurs mythiques du pays Pourlet... Le timbre, la rythmique, les harmonies sont considérablement enrichis par les instruments différents et touchent le chœur du public par l'aspect novateur. Toutefois, l'éloignement du cadre imposé par la BAS leur a parfois été pénalisant en championnat où le jury juge souvent la technique pure. Les recherches musicales de Roland Becker ont parfois conduits les pupitres à assurer des rôles contre nature, non dénués d'humour : accompagnement harmonique des bombardes en imitant des accords de basses d'accordéon, batteurs qui « chantent » leur partition rythmique au lieu d'employer leurs baguettes, martèlent des fûts métalliques à la manières des Tambours du Bronx en 1996, grattent les timbres de leurs tambours comme des cordes de guitare, sonneurs de biniou-kozh qui jouent des cymbales à la main... En 1998, la Kevrenn présente à Lorient des grands standards de vieilles chansons et d'airs populaires du pays vannetais, dont le chant Ko, Ko-ke-ri-ke-ro de Job Kerlagat. Roland Becker compose et arrange ces airs « que tout le monde fredonne » mais que les formations ne jouaient pas.
Le CD des 50 ans contient plusieurs suites marquantes et différentes comme Remue Ménage - Remue Méninge (1992, Arnaud Ciapollino), l'hommage aux sœurs Goadec (1994, Roland Becker), Ar Yarig Wenn (2000, Fabrice Lothodé).
En 2003, le FIL lui donne carte blanche pour une création où il réinterprète quatre suites de 2002 et 2003 avec des invités. Pour le concours à Nantes en 2002 ayant pour thème le terroir nantais, il intègre des veuzes (cornemuses du pays nantais) et une vielle.
En 2006, le terroir imposé du Léon-Trégor les motive car c'est un répertoire qu'ils n'avaient pas non plus exploré. Ainsi, ils terminent à la première place à Brest avec leur modernisation de la gwerz du Petit Sylvestre, obtenant même le prix terroir du jury.
En 2007-2008, dans leur création Alré An Iliz, ils jouent des pièces de différentes régions bretonnes et celtes, avec différentes formations, comme le chœur d'hommes des Kanerion Pleuigner, des organistes, des instruments irlandais (uillean pipe, samm pipe, bodrhan), la chanteuse-harpiste Anne Auffret… La Kevrenn Alré se produit avec les Chieftains lors de son séjour à New York, le 17 mai 2007, sur la scène du Carnegie Hall. Le 8 août 2008, au Festival Interceltique de Lorient, Paddy Moloney invite de nouveau tous les musiciens et trois couples de danseurs pour jouer et danser l'an-dro.
En 2009, sa création Amezeion (entre amis et voisins) est une prémisse du spectacle de ses 60 ans. En 2011, le spectacle des 60 ans Imoër (mémoire) est l'aboutissement de trois ans de travail. La création avait déjà été présentée dans une version réduite lors du Festival interceltique 2010. Ce spectacle liait la musique et à la danse, le chant en breton et en gallo afin de présenter la richesse des différents terroirs de Bretagne, en faisant appel pour ce faire à des personnalités représentatives de leur secteur comme les frères Morvan, Marie-Noëlle Le Mapihan, David-Huguel, les chœurs d'hommes et de femmes du pays vannetais Kanerion Pleuigner, Diaoulezed et Triorezed. Ici, plus de 200 chanteurs, musiciens et danseurs se mettent en scène à travers une succession de tableaux. Toute la Kevrenn est représentée : les bagadoù et le cercle, mais aussi l'école de musique et de danse et les anciens. Les tableaux sont inspirés des carnets d'Albert Trévidic, fondateur du cercle celtique carhaisien.
L'été 2014, la Kevrenn présente sa création « Breizh Kabar », mêlant l'ensemble alréen et musiciens de La Réunion : Firmin Viry, grande figure du Maloya, sa famille, ainsi que le jeune groupe Saodaj'. Cette création a été présentée pour la première fois sur le sol réunionnais, après une semaine de résidence musicale, à Saint-Paul, devant 4 000 personnes, en novembre 2013. En 2014, les musiciens ont un autre défi : présenter cette création quelque peu inédite sur le sol breton et obtenir un accueil similaire à celui réservé par les Réunionnais. C'est chose faite à l'été ; Breizh Kabar sera joué à Auray, Pont-l'Abbé, Quiberon et au Grand théâtre de Lorient dans le cadre du Festival Interceltique.

## Palmarès

### Championnat national des bagadoù

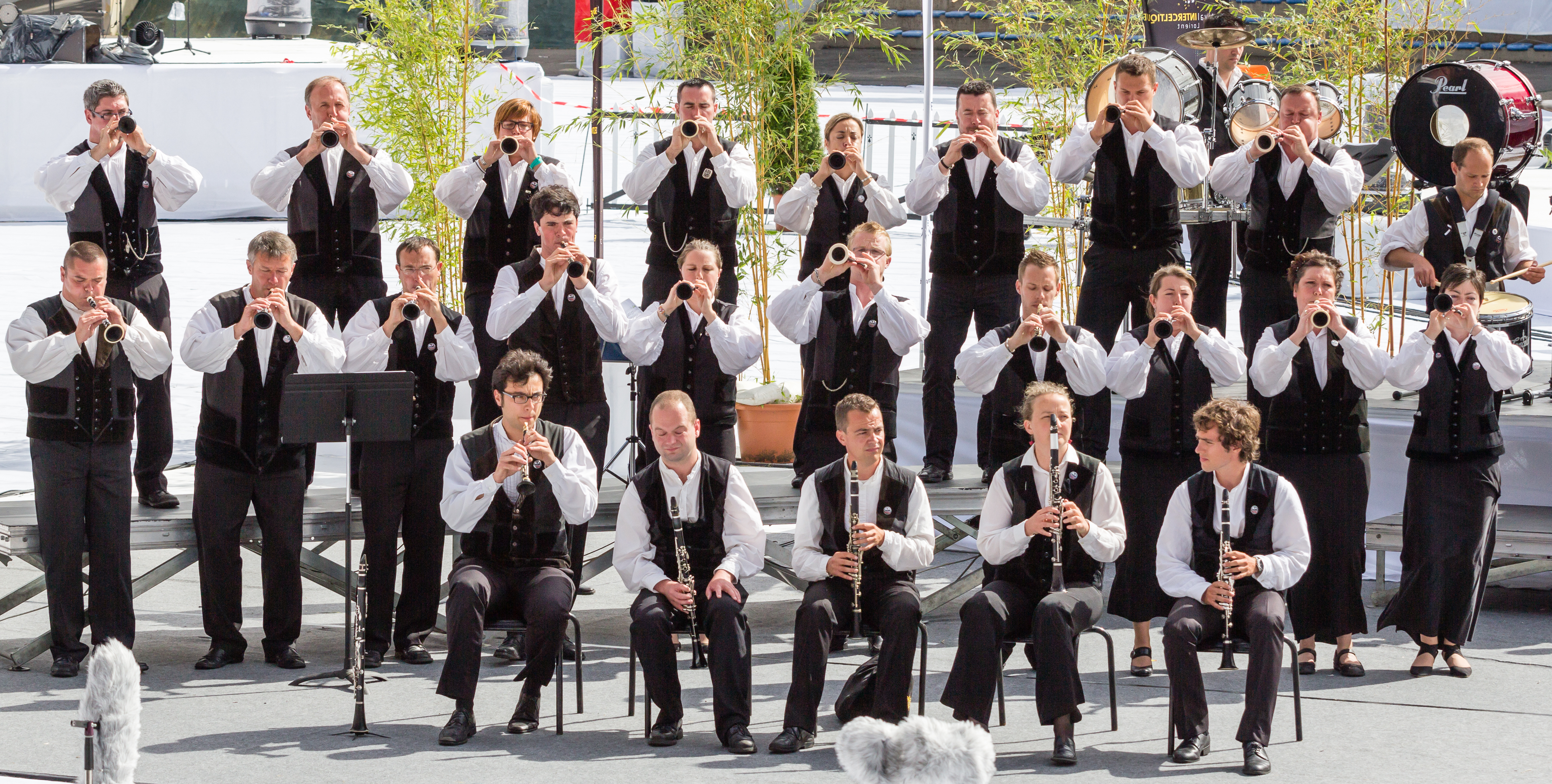
Le bagad lors du championnat de 2012.

Troisième formation la plus titrée de l'histoire, la Kevrenn Alré a été sacré huit fois champion de Bretagne : 1979, 1981, 1983, 1986, 1992, 1996, 2005 et 2006. Il évolue en première catégorie du championnat national des bagadoù.
Il est vice-champion de Bretagne au Championnat national des bagadoù en 2007, 2008 et 2009 et fini de nombreuses années à la troisième place (en 2011, 2012 et 2017 dernièrement).

### Championnat national de danse bretonne de la Confédération Kendalc'h
Deuxième formation la plus titrée de la Confédération Kendalc'h, La Kevrenn Alré a remporté onze titres de champion de Bretagne : de 1986 à 1992, puis en 1996, 1997 et 1999, et de nouveau en 2015. Elle est classée en catégorie « Excellence » de la confédération Kendalc'h depuis 2007.
Elle est vice-champion de danse en 2007, 2010 et 2016, et fini de nombreuses années à la troisième place (en 2008, 2009, 2011, 2012 et 2013 dernièrement).
Les danseurs se classent 1er de l'épreuve traditionnelle "Tradi'deiz" du championnat en 2012, deuxième en 2011, 2015, 2016 et troisième en 2013 et 2014. Ils remportent le trophée récompensant le groupe ayant obtenu la meilleure note dans une danse imposée pour le Rond paludier en 2014 et 2015, le Laridé mode de Baud en 2015 et 2016, la suite Fisel en 2012, la en 2012, le Kas-a-Barh en 2016.
Ils se classent 2e de l'épreuve « terroir » de la finale du championnat de la Saint-Loup à Guingamp en 2011, 2013 et 2014.
En 2016, la Kevrenn a présenté son groupe ados en 4e catégorie du championnat. Ils se classent 7e de l'épreuve traditionnelle "Tradi'deiz" du championnat et remportent le trophée récompensant le groupe ayant obtenu la meilleure note dans une danse imposée pour la Ridée de Peillac, ils arrivent 2e au général et monte en 3e catégorie.

### Récompenses diverses
- 1er prix de présentation aux Fêtes de Cornouailles 1953
- 1er prix à la fête des chemins de fer belges à Noisy
- Lauréat FNCOF 88 des groupes qui œuvrent pour le maintien de l'Art et de la Fête
- Meilleur groupe international au concert international de Dijon
- Présélectionné au Printemps de Bourges 88 (Découvertes)
- Médaille d'honneur des sociétés musicales et chorales, décernée par le ministère de la Culture
- Mention spéciale du jury au Prix régional de la création 1989
- Vainqueur du trophée Gradlon 2009 (trophée remis lors du festival Le Cornouaille à Quimper et récompensant le meilleur ensemble de danse)
- Trophée Bagadañs en 2009 et 2010 (trophée remis lors du Festival Bagadañs à Carhaix et récompensant le meilleur ensemble Bagad-Cercle)
- Prix Morbihannais de l'année, catégorie culture, en 2012
- Vainqueur du trophée Gradlon 2017 (trophée remis lors du festival Le Cornouaille à Quimper)

### Élections des Reines d'Arvor lors des fêtes d'Arvor à Vannes[82]
- Reine d'Arvor 2006 (Mathilde Kergozien)[83]
- 1re dauphine de la reine d'Arvor 2011 (Amélie Le Grouyellec)[84], 2012 (Manon Le Flohic)[85], 2013 (Marine Lemoine)[86] et 2016 (Maëlle Dano)[87]
- 2e dauphine de la reine d'Arvor 2008 (Audrey Le Quillio), 2010 (Camille Laurent)

## Tournées, concerts, évènements
L'histoire de la formation est marquée par des prestations dans les grands festivals bretons, en particulier celui de Cornouaille à Quimper mais aussi dans des villes comme Lorient (Interceltique), Nantes (Celtomania), Guingamp (Saint-Loup), Rennes (Les Tombées de la nuit). Dès ses débuts, le bagad s'est déplacé dans toute la France : festival international de Marseille et Pardon des Terres Neuvas à Bordeaux en 1956, festival des Provinces françaises à Nancy en 1957, Fête des Bretons d'Aquitaine à Bergerac (Périgueux) en 1959. Depuis, il s'est par exemple produit au festival des Musiques vivantes à Ris-Orangis, au festival international de folklore de Montoire-sur-le-Loir, etc.
La Kevrenn est présente dans la plupart des grandes manifestations en Bretagne et donne aussi des représentations à l'étranger : Espagne (Semaine culturelle bretonne à Barcelone), Pologne, États-Unis (Congrès mondial Silicones Vallée Castel-Clara Belle-Ile, Festival mondial de Waynesville en Caroline du Nord, Civic Auditorium à Jackonsville en Floride, Parc Epcot Center à Orlando (Walt Disney World), festival international de musique francophone de Lafayette (Louisiane), Hôtel Le Meridien New Orleans, Saint Patrick 2007), tournée en Yougoslavie en 1962, Allemagne (Tritau en RFA en 1968, Fribourg), Belgique (Dinant, Fêtes de Wallonie en 1965, Tournai en 1963, Mechelen), Finlande (Festival de Kaustinen), Royaume-Uni, Irlande (Cardiff, fêtes de la Saint Patrick à Cork en 1977…).
Le festival international de Confolens a été marquant lors de ses passages en 1970, 1978, 1983…
La tournée en Pologne en 1980 est un grand évènement. À Varsovie, il participe au congrès de l'ISME (International Society for Musical Education). Il organisera en retour une tournée bretonne du groupe traditionnel Male Slovianki. Le bagad est également choisi pour représenter la France parmi 40 nations à un festival de musique. Félicité par le chef de l'Orchestre à cordes de Paris, il leur propose de les accompagner avec l'orchestre philharmonique en soirée de clôture. Après la rencontre avec le président de la confédération de France, André Ameller, l'Alliance Française leur propose de créer un spectacle de musique et de danse bretonne pour le festival international des 5 Nations en Irlande l'année suivante. En six mois, la Kevrenn doit monter un spectacle de deux fois 45 minutes. Le bagad recrute André Arhuero et Jacques Le Falhun pour associer des couples de danseurs de différents cercles et monte un chœur pour interpréter deux chants en bretons, deux en français et un en anglais qu'il doit écrire, ainsi que l'interprétation de l'hymne breton, le Bro Gozh. Après huit jours de travail pour la mise en place à Quiberon en fin d'année, il répète tous les week-ends au centre Ti Kendalc'h de Saint-Vincent-sur-Oust. C'est un des premiers spectacles associant étroitement un bagad et un groupe de danseurs. Pendant cinq jours, ils effectuent les représentations à Dublin (National Concert Hall), Limerick et Cork et rencontrent leur authenticité un grand succès. Le festival est suivi par une tournée en Algérie, pour une semaine culturelle bretonne à Annaba et une prestation à Alger qui fut annulée par la visite du président Mitterrand. Pour l'occasion ils apprennent l'air d'un chant traditionnel algérien repris en chœur à Annaba. En 1989, le bagad fait deux tournées aux États-Unis et continue d'asseoir sa notoriété outra-Atlantique par une troisième tournée en 1993.
L'ensemble est présent le 15 mars 2003 au Stade de France pour la Nuit Celtique. Il noue des contacts lors du Festival interceltique 2006 pour aller jouer une semaine en Australie en novembre. En 2007, il joue pour la Nuit de la Saint-Patrick à Paris-Bercy et pour la Breizh Touch aux Champs-Élysées. Du 16 au 21 mars 2007, la Kevrenn Alré est à New York pour diverses manifestations, entre parades, concerts, festoù-noz. En 2008 elle se fait l'ambassadrice de la Bretagne en Chine, au carnaval de Shanghai, du 13 au 17 septembre 2008, avec plusieurs représentations, dont la grande parade rue de Nankin.
Tout au long de son existence, la kevrenn a animé des rassemblements associatifs ou professionnels : Congrès européen des Jeunes Chambres Economiques à Nantes, 50e anniversaire de l'UAICF au Pavillon Baltard, Expo-Sciences International 1989 à Brest, congrès pour la société Allianz à Stuttgart, pour les PTT au port du Crouesty, pour EDF au château de Trédion, pour l'Equirando à Guingamp en 1990...
Un événement Asamb' en Alré, concours de chant, musique et danses du pays d'Auray; apéro-concert; fest-noz; est organisé pour la première fois en novembre 2019. Un événement convivial dans le but de faire rayonner la culture bretonne dans le pays d'Auray et ses alentours. Le programme ayant bien fonctionné, la Kevrenn Alré décide alors de réitérer l'expérience pour une seconde édition le 31 octobre 2020.

### Tournages
- Le fils du diable, télé-film, FR3 Bretagne, 1987 (couple Hercelin-Hubert et cercle)
- Chouans ! de Philippe de Broca, 1988 (avec Philippe Noiret et Sophie Marceau entre autres).
- « Ethno clip » de Xavier Bellanger pour Arte dans les années 1990[92]
- Phénomène Bagad de Barbara Froger, film documentaire, 2006 (avec le Bagad Kemper)

### Passages médiatiques dans les années 1990
- FR3 Pays de Loire lors de la Foire internationale de Nantes
- Antenne 2 pour le concert sur le Champ de courses d'Enhien
- Émission sur la RAI à Rome
- BBC à Glasgow pour la Glasgow Garden Festival
- FR3 Bretagne, spectacle enregistrée en avril 1999 au château de Trédion